# アゴスティーノ・ノヴェッロ
アゴスティーノ・ノヴェッロ（Agostino Novello、1240年 - 1309年）は、カトリック教会の福者。子供の守護聖人として崇敬される。

## 奇跡
- ある赤ん坊を、乳母が寝かせつけようとしていた。揺りかごを動かしていると、ロープの一本が切れて、赤ん坊は壁に頭から激突して、見るも無残な姿になってしまった[2]。一人の婦人が、赤ん坊の頭の形を整えた。そして母親が福者アゴスティーノに祈りをささげると、赤ん坊は息を吹き返した。泣き始め、そして乳を吸い始めた[2]。
- ある家で、バルコニーの板の一枚が取れてしまい、そこから子供が真っ逆さまに落ちてしまった[3]。そこに福者アゴスティーノが現れて、落下中の子供を間一髪で受け止め、その命を救った[3]。

- 揺りかごの故障により壁に激突した赤ん坊を救う福者アゴスティーノ
- 落下中の子供を救出した福者アゴスティーノ